# Venlafaxina
La venlafaxina es un antidepresivo de la clase inhibidor de la recaptación de serotonina y norepinefrina (IRSNs). Presentado por primera vez por Wyeth en 1993, ahora comercializado por Pfizer, tiene licencia para el tratamiento del trastorno depresivo mayor (MDD), como tratamiento para el trastorno de ansiedad generalizada, y las indicaciones de comorbilidad en ciertos trastornos de ansiedad con depresión. En 2007, la venlafaxina fue el sexto antidepresivo más prescrito en el mercado minorista de los Estados Unidos, con 17,2 millones de recetas.

## Indicación
La venlafaxina se usa principalmente para el tratamiento de la depresión, trastorno de ansiedad generalizada, fobia social, trastorno de pánico y síntomas vasomotores.
A dosis bajas (<150 mg / día), tiene efecto sólo en la transmisión serotoninérgica. En dosis moderadas (> 150 mg / día), actúa sobre los sistemas serotonérgicos y noradrenérgicos, mientras que a dosis altas (> 300 mg / día), también afecta la neurotransmisión dopaminérgica.
Muchos médicos están empezando a prescribir la venlafaxina "fuera de indicación" para el tratamiento de la neuropatía diabética (de manera similar a la duloxetina) y la profilaxis de la migraña (en algunas personas, sin embargo, la venlafaxina puede exacerbar o causar migrañas). Los estudios han demostrado la eficacia de la venlafaxina para estas condiciones. También se ha encontrado que reduce la gravedad de los 'bochornos' en las mujeres menopáusicas y en los hombres en terapia hormonal para el tratamiento de cáncer de próstata.
Se ha notado pérdida sustancial de peso en pacientes con depresión mayor, trastorno de ansiedad generalizada y fobia social, pero el fabricante no recomienda su uso como anorexígeno, ya sea solo o en combinación con fentermina u otras drogas parecidas a las anfetaminas. El clorhidrato de venlafaxina está en la clase fenetilamina de productos químicos modernos, que incluye las anfetaminas, metilendioximetanfetamina (MDMA), y metanfetamina. Esta estructura química probablemente le presta sus propiedades activadoras; sin embargo, algunos pacientes encuentran la venlafaxina altamente sedante, a pesar de sus efectos estimulantes más comunes.
No se recomienda ni se ha aprobado la venlafaxina para el tratamiento de episodios depresivos mayores en el trastorno bipolar, ya que puede inducir la manía o episodios mixtos. La venlafaxina parece ser más propensa que los ISRS y el bupropión para inducir la manía y episodios mixtos en pacientes bipolares.
Debido a su acción en los sistemas serotoninérgicos y adrenérgicos, la venlafaxina también se utiliza como un tratamiento para reducir los episodios de cataplexia, un tipo de debilidad muscular, en pacientes con el trastorno del sueño narcolepsia.
Se encontró en un estudio que la venlafaxina es igual a la clomipramina (Anafranil) en el tratamiento del trastorno obsesivo-compulsivo (TOC) con menos efectos secundarios.
Algunos estudios de laboratorio abiertos han sugerido la eficacia de la venlafaxina en el tratamiento del trastorno por déficit de atención con hiperactividad (TDAH).
Debido a su tendencia a aumentar la presión arterial y sus efectos modulativos sobre el sistema nervioso autónomo, la venlafaxina se usa frecuentemente para tratar la intolerancia ortostática y el síndrome de taquicardia ortostática postural.

### Depresión
Varios estudios doble ciego demuestran la eficacia de la venlafaxina en el tratamiento de la depresión. La venlafaxina tiene una eficacia similar a los antidepresivos tricíclicos amitriptilina (Elavil) e imipramina, y es mejor tolerada que la amitriptilina. Su eficacia es similar o mejor que la sertralina (Zoloft) y fluoxetina (Prozac), dependiendo de los criterios y escalas de valoración utilizadas. Las dosis mayores de venlafaxina son más eficaces, y más pacientes alcanzaron la remisión o "mejoraron mucho". La eficacia fue similar si se consideraba el número de pacientes que lograron la "respuesta" o fueron "mejoradas". Un metaanálisis que comparaba la venlafaxina y grupos combinados de ISRS o antidepresivos tricíclicos mostró la superioridad de la venlafaxina. Juzgado por los mismos criterios, la venlafaxina fue similar en eficacia al antidepresivo atípico bupropion (Wellbutrin), sin embargo, la tasa de remisión fue significativamente menor para la venlafaxina. En un estudio doble ciego, los pacientes que no respondieron a un ISRS fueron cambiados a la venlafaxina o al citalopram. Se observó una mejora similar en ambos grupos.
La combinación de venlafaxina con mirtazapina ofrece mejor tasa de remisión en el trastorno depresivo mayor respecto a la monoterapia con antidepresivos. Tal combinación se conoce en la jerga médica de USA como California rocket fuel.

## Efectos adversos
Incidencia de efectos adversos
Muy frecuentes (incidencia >10%) efectos adversos incluyen:
- Cefalea — un efecto secundario a menudo transitorio que es común en la mayoría de los inhibidores selectivos de la recaptación de la serotonina y que más a menudo se produce al principio de la terapia o después de una alteración de la dosis.
- Náusea — un efecto adverso que es más común con la venlafaxina que con los ISRS. Por lo general es transitorio y menos grave en los que reciben formulaciones de liberación prolongada.
- Insomnio
- Astenia (fatiga)
- Mareos

- Trastorno de eyaculación — los efectos secundarios sexuales se pueden observar en prácticamente cualquier tratamiento con antidepresivos, en particular con los que inhiben la recaptación de la serotonina (incluyendo la venlafaxina).[23]
- Somnolencia
- Sequedad bucal
- Sudación
- Falta de memoria[24]

Frecuente (incidencia 1-10%) efectos adversos incluyen:
| - Estreñimiento - Nerviosismo - Visión anormal - Anorgasmia - Hipertensión - impotencia - Parestesia - Temblor - Vasodilatación - Vómitos - Pérdida de peso - Escalofríos - Palpitaciones - Confusión - Despersonalización | - Sudores nocturnos - Trastornos menstruales asociados con un aumento del sangrado o aumento de sangrado irregular (por ejemplo, menorragia, metrorragia) - Aumento de la frecuencia urinaria - Sueños anormales - Disminución de la libido - Aumento del tono muscular - Bostezo - Sudoración - Alteraciones acomodativas - Eyaculación/orgasmo anormal (hombres) - Dificultad para orinar - Aumento del colesterol sérico (especialmente cuando el tratamiento es prolongado y podría ser dependiente de la dosis) |

Poco frecuente (incidencia 0,1-1%) efectos adversos incluyen:
| - Edema facial - Lesión intencional (autolesiones) - Malestar - Candidiasis - Rigidez del cuello - Dolor pélvico - Reacción de fotosensibilidad - Intento de suicidio - Síndrome de la discontinuación de SSRI - Hipotensión - Hipotensión postural - Síncope - Taquicardia - Bruxismo - Equimosis - Sangrado de las mucosas | - Sangrado gastrointestinal - Pruebas anormales de función hepática - Hiponatremia - Aumento de peso - Apatía - Alucinaciones - Mioclono - Erupción - Orgasmo anormal (mujeres) - Retención urinaria (incapacidad para orinar) - Angioedema - Agitación - Deterioro de la coordinación y el equilibrio - Alopecia (caída del cabello) - Tinnitus (campanas de audición) - Proteinuria (proteína en la orina) |

Raro (incidencia 0,01-0,1%) efectos adversos incluyen:
- Síndrome de secreción inadecuada de la hormona antidiurética (SIADH)
- Trombocitopenia
- Tiempo de sangrado prolongado
- Convulsiones
- Manía
- Síndrome neuroléptico maligno (SNM)
- Síndrome serotoninérgico
- Inquietud acatisia/psicomotor
- Incontinencia urinaria

Muy raro (incidencia <0,01%) efectos adversos incluyen:
| - Anafilaxia - Síndrome del QT largo - Fibrilación ventricular - Taquicardia ventricular (incluyendo torsades de pointes) - Pancreatitis - Discrasias sanguíneas (incluyendo agranulocitosis, anemia aplásica, neutropenia y pancitopenia) - Prolactina sérica elevada - Delirio | - Reacciones extrapiramidales (incluyendo distonía y discinesia) - Discinesia tardía - Eosinofilia pulmonar - Eritema multiforme - Síndrome de Stevens-Johnson - Prurito - Urticaria - Necrólisis epidérmica tóxica - Glaucoma de ángulo cerrado |

### Suicidio
La FDA requiere que todos los antidepresivos, incluyendo la venlafaxina, lleven una advertencia genérica sobre un posible riesgo de suicidio. Además, la investigación más reciente indica que los pacientes que toman venlafaxina tienen un mayor riesgo de suicidio.
Un estudio realizado en Finlandia hizo un seguimiento a más de 15.000 pacientes durante 3,4 años. La venlafaxina aumentó el riesgo de suicidio 1,6 veces (estadísticamente significativo), en comparación con ningún tratamiento. Al mismo tiempo, la fluoxetina (Prozac) redujo a la mitad el riesgo de suicidio.
En otro estudio, los datos de más de 200.000 casos se obtuvieron de la base de datos de investigación y práctica general del Reino Unido. Los pacientes que toman venlafaxina tuvieron un riesgo significativamente mayor de suicidio que los de la fluoxetina (Prozac) (2,8 veces) o citalopram (Celexa) (2,4 veces). Incluso después de tomar en consideración el hecho de que la venlafaxina se prescribe generalmente para la depresión más severa, la venlafaxina se asoció con 1.6 a 1.7 veces más suicidios que la fluoxetina o citalopram. Esta diferencia no fue estadísticamente significativa debido a la rareza de los suicidios consumados. Sin embargo, el aumento de 1.2 a 1.3 del riesgo de intentos de suicidio (sucesos más frecuentes) para la venlafaxina permaneció estadísticamente significativo después del ajuste.
Un análisis de los ensayos clínicos por parte de los estadistas de la FDA mostraron que la incidencia de la conducta suicida entre adultos con venlafaxina no es significativamente diferente de la fluoxetina o el placebo.
La venlafaxina está contraindicado en niños, adolescentes y adultos jóvenes. De acuerdo con el análisis de la FDA de los ensayos clínicos la venlafaxina causó un aumento estadísticamente significativo de 5 veces en la ideación y comportamiento suicida en personas menores de 25. En otro análisis, la venlafaxina no era mejor que el placebo entre los niños (7-11 años de edad), pero mejoró la depresión en los adolescentes (12-17 años de edad). Sin embargo, en ambos grupos, la hostilidad y la conducta suicida aumentó en comparación con los que recibieron un placebo.
En un estudio con antidepresivos que no habían logrado producir resultados en adolescentes deprimidos, adolescentes cuyos tratamiento con ISRS habían fracasado que fueron cambiados al azar a otro ISRS o a la venlafaxina mostraron una mayor tasa de suicidio con la venlafaxina. Entre los adolescentes que eran suicidas al inicio del estudio, la tasa de intentos de suicidio y las autolesiones fueron significativamente mayor, aproximadamente un 60%, después del cambio a la venlafaxina que tras el cambio a un ISRS.

### Eventos adversos dependientes de la dosis
Una comparación de las tasas de eventos adversos en un estudio de dosis fija comparando la venlafaxina a 75, 225 y 375 mg/día con placebo reveló una dependencia en la dosis en algunos de los eventos adversos más comunes asociados con el uso de la venlafaxina. La regla para la inclusión de los eventos era enumerar los eventos que ocurrieron con una incidencia del 5% o más para al menos uno de los grupos de venlafaxina y para los que la incidencia fue al menos dos veces la incidencia del placebo para al menos un grupo de venlafaxina. Las pruebas de las potenciales relaciones de dosis para estos eventos (prueba de Cochran-Armitage, con un criterio de exactitud de 2-lados con un valor-p ≤ 0,05) sugirieron una dependencia de dosis para varios eventos adversos en esta lista, incluyendo escalofríos, hipertensión, anorexia, náuseas, agitación, mareo, somnolencia, temblores, bostezos, sudoración, y eyaculación anormal.

### Síndrome de discontinuación
Los pacientes que detienen el tratamiento con la venlafaxina suelen experimentar el síndrome de discontinuación de ISRS, es decir, síntomas de abstinencia. Estos síntomas pueden ocurrir al cesar bruscamente la medicación, al disminuir la dosis demasiado rápido, o incluso después de omitir una dosis regular. Los síntomas de abstinencia pueden incluir agitación, ansiedad, confusión, pérdida de la coordinación, diarrea, mareos, sequedad bucal, estado de ánimo con alteraciones, ira incontrolable, alucinaciones (ver cosas no reales), fatiga, dolores de cabeza, hipomanía, insomnio, náuseas, nerviosismo, pesadillas, alteraciones sensoriales descritas como "zapping cerebrales" (sensaciones eléctricas), sudoración, temblores, vértigo y vómitos.
El alto riesgo de los síntomas del síndrome de discontinuación podría reflejar la corta vida media de la venlafaxina. Saltarse una sola dosis puede inducir efectos.
La interrupción es de la misma naturaleza, pero no idénticos a los de los ISRS tales como la paroxetina (Paxil o Seroxat). La interrupción repentina de la venlafaxina parecía causar síntomas de discontinuación durante los primeros 3 días en un estudio de 18 pacientes. Como se informó en el año 2001 por Haddad en la revista Seguridad de Drogas, "otra estrategia a considerar es el cambio a la fluoxetina, que podría suprimir los síntomas de discontinuación, pero que tiene poca tendencia a causar tales síntomas en sí", y luego discontinuar la fluoxetina.
La norepinefrina también podría tener un papel significativo en síntomas de discontinuación. Durante la retirada de la venlafaxina, los niveles de serotonina y norepinefrina disminuyen, en lugar de aumentar, y esto pareciera descartar niveles tóxicos (demasiado altos) de estos neurotransmisores como causa probable de los síntomas de abstinencia. Se podría hipotetizar que los síntomas de abstinencia son el resultado de una privación demasiado rápida de los niveles de neurotransmisores.
Aunque muchos otros medicamentos pueden causar síntomas de abstinencia que no están asociados con la adicción o dependencia-por ejemplo, anticonvulsivos, bloqueadores beta, nitratos, diuréticos, antihipertensivos de acción central, simpaticomiméticos, heparina, tamoxifeno, agentes dopaminérgicos, antipsicóticos y litio-la adicción o dependencia es un efecto más común descrito por los medicamentos que (se cree que, o podrían) mejorar el bienestar mental.

### Síndrome serotoninérgico
Podría ocurrir el desarrollo de un potencialmente mortal síndrome serotoninérgico (también más recientemente clasificado como "toxicidad por serotonina") con el tratamiento con venlafaxina, particularmente con el uso concomitante de fármacos serotoninérgicos, incluyendo pero no limitado a ISRS y IRSN, muchos alucinógenos como triptaminas y fenetilaminas (por ejemplo LSA/LSA, DMT, MDMA, mescalina) dextrometorfano/dextrorfano, tramadol, tapentadol, petidina y triptanes, y con medicamentos que alteran el metabolismo de la serotonina (incluyendo IMAO). Los síntomas del síndrome pueden incluir cambios en el estado mental (por ejemplo, agitación, alucinaciones, coma), inestabilidad autonómica (por ejemplo, taquicardia, presión arterial lábil, hipertermia), aberraciones neuromusculares (por ejemplo, hiperreflexia, descoordinación) y/o síntomas gastrointestinales (por ejemplo, náuseas, vómitos, diarrea). También se ha informado de síndrome serotoninérgico inducido por venlafaxina cuando la venlafaxina se ha tomado de manera aislada en sobredosis. Se ha informado de un estado abortivo de síndrome serotoninérgico, en el que algunos, pero no todos los síntomas del síndrome serotoninérgico están presente, con dosis de gama media de venlafaxina (150 mg por día). También se ha informado de un caso de un paciente con síndrome de serotonina inducido por dosis bajas de venlafaxina (37,5 mg por día).

### Toxicidad por serotonina y el síndrome de discontinuación
La venlafaxina podría ser particularmente peligrosa para aquellos individuos que son susceptibles a la toxicidad por serotonina inducida por venlafaxina (también conocida como síndrome serotoninérgico) y el síndrome de discontinuación de ISRS. En tales casos, las personas que hayan desarrollado la potencialmente mortal toxicidad por serotonina y/o que podrían estar en riesgo de hacerlo, podrían encontrar irrealizable el cese o la reducción de la dosis, colocándolos en un riesgo continuo. Como no es posible determinar qué pacientes son propensos a desarrollar los síntomas más severos de síndrome del discontinuación antes de intentar la interrupción o reducción de la dosis, este doble riesgo requiere que todos los pacientes sean estrechamente monitoreados durante cualquier aumento en la dosificación (cuando el paciente está en el mayor riesgo de desarrollar la toxicidad por serotonina) y que dichos aumentos se lleven a cabo en los pasos incrementales más pequeños posibles. Además, los pacientes que reanudan la venlafaxina o vuelven a una dosis más alta después de un intento fallido de suspender el medicamento o reducir la dosis son otro grupo de riesgo mayor de desarrollar toxicidad por serotonina.

### Contraindicaciones
Los estudios de la venlafaxina en los grupos de edad pediátricos no han establecido su eficacia. La venlafaxina no está recomendado en pacientes con hipersensibilidad a la misma, ni debe ser tomada por cualquier persona que sea alérgica a los ingredientes inactivos, los cuales incluyen la gelatina, celulosa, etilcelulosa, óxido de hierro, dióxido de titanio e hipromelosa. No debe usarse en conjunto con un inhibidor de la monoamina oxidasa (IMAO), ya que podría causar el potencialmente mortal síndrome serotoninérgico.

#### Glaucoma
La venlafaxina puede aumentar la presión del ojo, por lo que aquellos con glaucoma podrían requerir controles oculares más frecuentes.

#### Mujeres embarazadas
Existen pocos estudios bien controlados de venlafaxina en mujeres embarazadas. Un estudio publicado en mayo de 2010 por la Canadian Medical Association Journal sugiere que el uso de venlafaxina duplica el riesgo de aborto espontáneo. En consecuencia, la venlafaxina sólo debe utilizarse durante el embarazo si es estrictamente necesario. Los estudios prospectivos no han mostrado malformaciones congénitas estadísticamente significativas. Hay, sin embargo, algunos reportes de efectos autolimitantes en los recién nacidos. Al igual que con otros inhibidores de la recaptación de serotonina (IRS), estos efectos son generalmente de corta duración, que duran sólo 3 a 5 días, y rara vez resultan en complicaciones graves.

### Interacción con otros medicamentos
Se debe tomar con precaución cuando se usa la venlafaxina al mismo tiempo que la hierba de San Juan.
La venlafaxina podría disminuir el umbral convulsivo, y la coadministración con otros fármacos que disminuyen el umbral convulsivo, tales como el bupropión y tramadol, se debe hacer con precaución y en dosis bajas.
Ha habido resultados falsos positivos para la fenciclidina (PCP) causados por grandes dosis de venlafaxina, en ciertas pruebas de drogas de rutina a base de orina.

## Sobredosis
La mayoría de los pacientes con sobredosificación de venlafaxina sólo desarrollan síntomas leves. Sin embargo, se informa de toxicidad severa, cuyos síntomas más comunes siendo depresión del SNC, toxicidad por serotonina, convulsiones o alteraciones en la conducción cardíaca. La venlafaxina pareciera ser más peligrosa en casos de sobredosis que los ISRS, a la excepción quizás del citalopram que es más peligroso en sobredosis que los otros ISRS. A pesar de esto, parece ser menos peligrosa que el bupropión, los antidepresivos tricíclicos y los irreversibles inhibidores de la monoamino oxidasa. Se han informado de muertes después de dosis muy grandes de venlafaxina. Las concentraciones plasmáticas de venlafaxina en sobrevivientes de sobredosis se extienden de 6 a 24 mg/l, mientras que los niveles de sangre post mortem en víctimas mortales están con frecuencia en el rango de 10-90 mg/l.
El 31 de mayo de 2006, la Agencia Reguladora de Medicamentos y Productos Sanitarios (Medicines and Healthcare Products Regulatory Agency) (MHRA) del Reino Unido concluyó su revisión de la evidencia más reciente en relación con la seguridad de la venlafaxina, particularmente analizando los riesgos asociados con la sobredosis. Su recomendación fue: la necesidad de supervisión de un especialista en los pacientes con depresión severa o hospitalizados que necesiten dosis de 300 mg o más; las contraindicaciones cardiacas son más dirigidas a los grupos de alto riesgo; los pacientes con hipertensión no controlada no deberían tomar venlafaxina, y se recomienda un control de la presión arterial para todos los pacientes; y la actualización del asesoramiento sobre las posibles interacciones medicamentosas.
El 17 de octubre de 2006, Wyeth y la FDA notificaron a los profesionales sanitarios de las revisiones a la sección de Sobredosis/Experiencia Humana de la información prescrita junto con Effexor (venlafaxina) indicado para el tratamiento del trastorno depresivo mayor. En la experiencia post-comercialización, se han notificado casos de sobredosis con venlafaxina, que ocurren predominantemente en combinación con alcohol y/u otras drogas. Estudios retrospectivos publicados informan de que la sobredosis de venlafaxina podría estar asociada con un mayor riesgo de desenlace fatal en comparación con la observada en productos antidepresivos SSRI, pero inferior a la de los antidepresivos tricíclicos. Se recomienda a los profesionales de la salud a prescribir Effexor y Effexor XR en la menor cantidad de cápsulas consistente con la buena gestión del paciente para reducir el riesgo de sobredosis.
Un informe publicado en el British Medical Journal en el año 2002 por el Dr. Nicholas Buckley y sus colegas del Departamento de Farmacología Clínica y Toxicología, Hospital de Canberra, Australia, que estudió el índice de toxicidad fatal (muertes por millón de prescripciones), encontró que la toxicidad fatal de la venlafaxina es superior a la de otros antidepresivos serotoninérgicos, pero es similar a la de algunos de los antidepresivos tricíclicos menos tóxicos. En general, encontraron que podría ocurrir una toxicidad grave después de una sobredosis de venlafaxina con informes de muertes, arritmias y convulsiones. Ellos, sin embargo, afirman que este tipo de datos está abierto a la crítica, señalando que los datos de mortalidad podrían estar siendo influenciados por la literatura previa y que los medicamentos "menos tóxicos" podrían estar siendo prescritos preferentemente a los pacientes en mayor riesgo de intoxicación y suicidio, pero también son menos propensos a ser catalogados como la única causa de muerte por sobredosis. También se asume que los medicamentos se toman en sobredosis con similar frecuencia y en cantidades similares. Sugirieron que "los médicos deben tener en cuenta si los factores en sus pacientes reducen o compensan este riesgo antes de recetar la venlafaxina."
El 27 de febrero de 2007, el Vancouver Sun informó que el Centro de Drogas e Información de Envenenamiento de Columbia Británica había alertado a los médicos que la droga representa un riesgo significativo de muerte por sobredosis, diciendo que la venlafaxina "parece ser más tóxico de lo que era originalmente esperado". Un médico del Departamento de Servicios de Farmacia de la Facultad de Farmacia, de la Universidad Médica de Carolina del Sur, informó sobre la muerte de un paciente de 39 años de edad, con una sobredosis de 30 g. Para poner esto en perspectiva, el paciente tendría que tomar más de 66 píldoras de alta dosis de 450 mg (prescrita con poca frecuencia), o 400 de las pastillas más comúnmente prescritas de 75 mg.

### Efectos gastrointestinales
Se conoce de dos casos de pacientes que deliberadamente tomaron una sobredosis enorme de venlafaxina, resultando en que sus estómagos o intestinos fueran respectivamente bloqueados por una masa de tabletas (fármaco-bezoar). El primer paciente murió, y el segundo se recuperó después de que su parte bloqueada del colon fuera extirpada quirúrgicamente. Los médicos del segundo paciente especulan que los efectos vasoconstrictores de la venlafaxina contribuyeron a la isquemia tisular (falta de suministro de sangre) en la parte afectada del intestino.

### Tratamiento de sobredosis
No existe un antídoto específico para la venlafaxina y el tratamiento es generalmente de apoyo, proporcionando tratamiento para los síntomas inmediatos. La administración de carbón activado puede prevenir la absorción del medicamento. Se indica la monitorización del ritmo cardíaco y los signos vitales. Las convulsiones son manejadas con benzodiazepinas u otros anticonvulsivantes. Es poco probable que la diuresis forzada, hemodiálisis, exanguinotransfusión o la hemoperfusión sean de utilidad en la aceleración de la eliminación de la venlafaxina, debido al alto volumen de distribución del medicamento.

## Mecanismo de acción
La venlafaxina es un antidepresivo bicíclico, y usualmente clasificado como un inhibidor selectivo de la recaptación de serotonina y norepinefrina (IRSN), pero se ha mencionado como un inhibidor de la recaptación de serotonina-norepinefrina-dopamina (IRSND). Funciona bloqueando las proteínas de recaptación de neurotransmisores claves que afectan el ánimo, dejando así más neurotransmisores activos en la sinapsis. Los neurotransmisores afectados son la serotonina y la norepinefrina. Además, en altas dosis, la venlafaxina inhibe débilmente la recaptación de la dopamina, con evidencia reciente mostrando que el transportador de norepinefrina también transporta un poco de dopamina, ya que la dopamina es inactivada por la recaptación de la noradrenalina en la corteza frontal. La corteza frontal carece en gran medida de transportadores de dopamina, por lo tanto, la venlafaxina puede aumentar la neurotransmisión de dopamina en esta parte del cerebro. La venlafaxina interactúa con los receptores opioides (subtipos de receptores opioide mu, kappa1, kappa3, y delta), así como el receptor alfa2-adrenérgico, y ha demostrado aumentar el umbral del dolor en ratones. Cuando los ratones se pusieron a prueba con una placa medidor de analgesia (para medir el dolor), la venlafaxina y la mirtazapina indujeron un efecto dependiente de la dosis antinociceptivo naloxona-reversible después de una inyección intraperitoneal. Estos hallazgos sugieren la eficacia aparentemente superior de la venlafaxina en la depresión severa.

### Farmacocinética
La venlafaxina se absorbe bien, donde al menos el 92% de una dosis oral se absorbe en la circulación sistémica. Se metaboliza extensivamente en el hígado a través de la isoenzima CYP2D6 a la desvenlafaxina (O-desmetilvenlafaxina), que es tan potente como IRSN como el compuesto original, lo que significa que las diferencias en el metabolismo entre los metabolizadores rápidos y lentos no son clínicamente importantes en términos de eficacia. Se informa, sin embargo, que los efectos secundarios son más graves en los metabolizadores lentos. Las concentraciones estables de venlafaxina y su metabolito se alcanzan en la sangre dentro de los 3 días. Los efectos terapéuticos se alcanzan por lo general dentro de 3 a 4 semanas. No se ha observado ninguna acumulación de venlafaxina durante la administración crónica en sujetos sanos. La principal vía de excreción de la venlafaxina y sus metabolitos es a través de los riñones. La vida media de la venlafaxina es relativamente corta, por lo que los pacientes son dirigidos a adherirse a una rutina de medicación estricta, evitando la omisión de una dosis. Incluso una sola dosis omitida puede resultar en síntomas de abstinencia.
La venlafaxina es un sustrato de la P-glicoproteína (P-gp), que la bombea fuera del cerebro. El gen que codifica la P-gp, ABCB1, tiene el SNP rs2032583, con alelos C y T. La mayoría de las personas (aproximadamente el 70% de los europeos y el 90% de los asiáticos del este) tienen el variante TT. Un estudio de 2007 encontró que los portadores de al menos un alelo C (variante CC o CT) son 7,72 veces más propensos que los no portadores de lograr la remisión después de 4 semanas de tratamiento con amitriptilina, citalopram, paroxetina o venlafaxina (todos son sustratos de la P-gp). El estudio incluyó a pacientes con trastornos de ánimo distintos de la depresión mayor, tales como el trastorno bipolar II; la relación es de 9,4 si se excluyen estos otros trastornos. A 6 semanas de tratamiento, el 75% de los portadores C habían remitido, en comparación con sólo el 38% de los no portadores.

## Química
La estructura química de la venlafaxina se designa (R/S)-1-[2-(dimetilamino)-1-(4 metoxifenil)etil] clorhidrato de ciclohexanol o (±)-1-[a [a- (dimetilamino)metil] p -metoxibencil] clorhidrato de ciclohexanol, y que tiene la fórmula empírica C17H27NO2. Es un sólido cristalino de color blanco a grisáceo. La venlafaxina está estructuralmente y farmacológicamente poco relacionada con el atípico analgésico opioide tramadol, y más distante con el recién lanzado opioide tapentadol, pero a ninguno de los fármacos antidepresivos convencionales, incluyendo los antidepresivos tricíclicos, ISRS, IMAO, o IMAOR.

## Formas disponibles

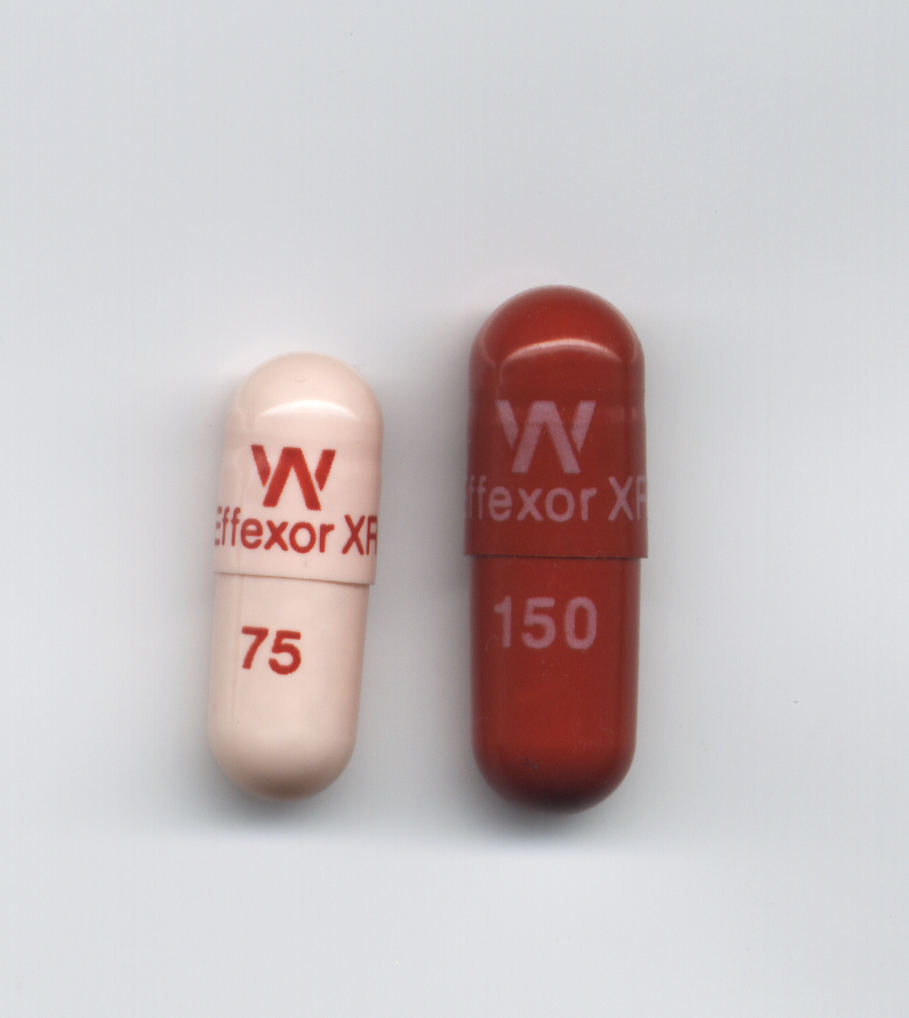
Cápsulas de Effexor XR 75 mg y 150 mg

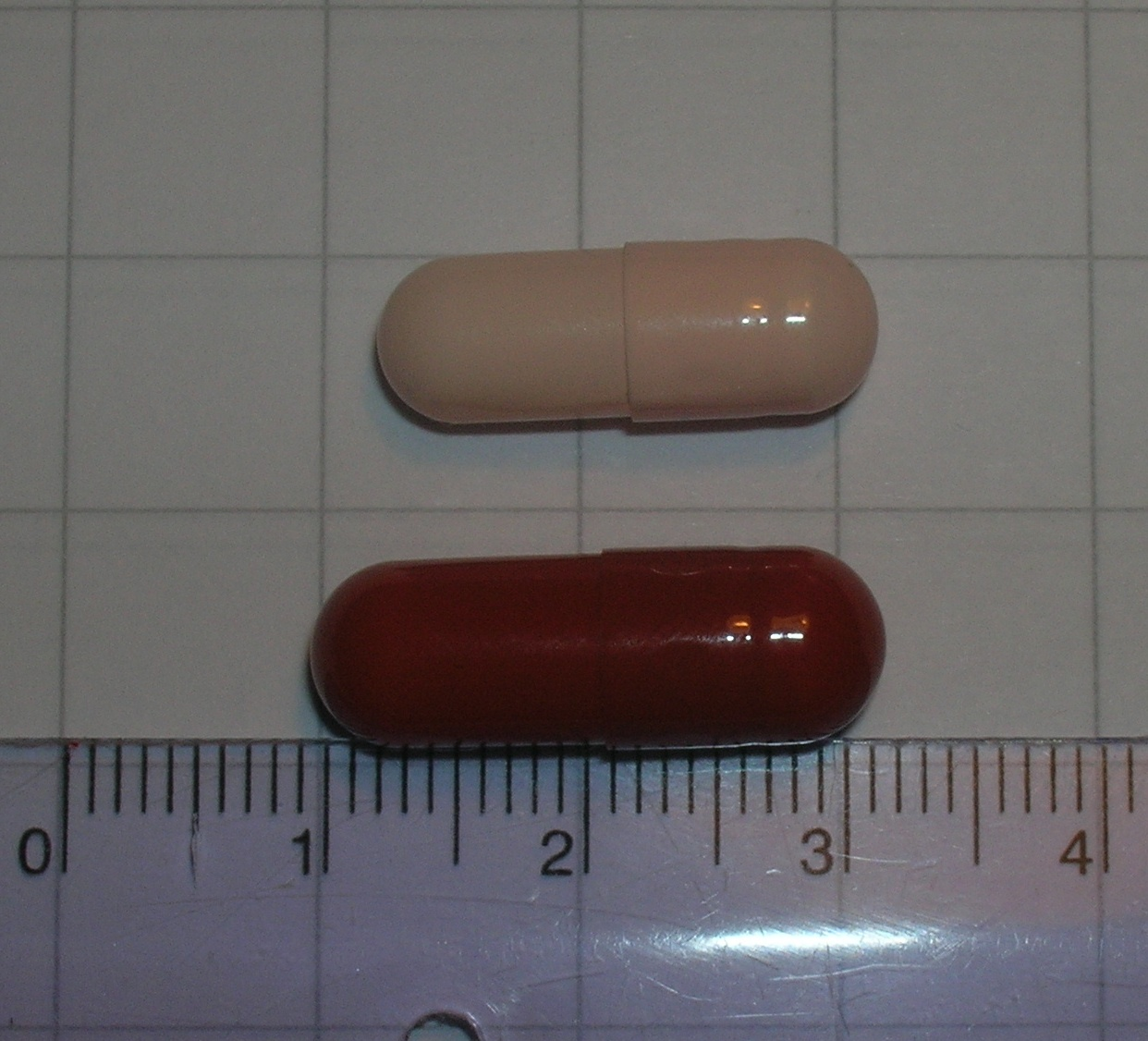
Cápsulas genéricas de venlaxafina de Krka de 75mg (arriba) y 150mg (abajo)

### Liberación prolongada
La venlafaxina de liberación prolongada es químicamente igual a la venlafaxina normal. La versión de liberación prolongada (liberación controlada) distribuye la liberación del fármaco en el tracto gastrointestinal durante un período de tiempo más largo que la venlafaxina normal. Esto da como resultado una concentración plasmática máxima más baja. Los estudios han demostrado que la fórmula de liberación prolongada tiene una menor incidencia de pacientes que sufren de náuseas como efecto secundario, lo que resulta en un menor número de pacientes que detienen su tratamiento debido a la náusea. En Australia, Nueva Zelanda, Turquía y Suiza, Wyeth vende sus tabletas venlafaxina XR bajo el nombre de "Efexor-XR" (nótese la ortografía con una "f" en lugar de "Effexor-XR"). En Brasil, Medley vende una cápsula de venlafaxina XR bajo la marca Alenthus XR. En septiembre de 2008, Osmotica Pharmaceuticals comenzó la comercialización de comprimidos de venlafaxina de liberación prolongada en los Estados Unidos para competir con el Effexor-XR de Wyeth. Las ventas de la marca Effexor XR se han mantenido fuertes, a USD$ 2.7 miles de millones. Por acuerdos de transacción, Teva e Impax comenzaron a ofrecer genéricos de Effexor XR en los EE. UU. (con regalías pagadas a Wyeth); Teva inició el 1 de julio de 2010, e Impax el 1 de julio de 2011 .

### Genérico
Están disponibles genéricos de venlafaxina en los Estados Unidos a partir de agosto de 2006 y en Canadá en diciembre de 2006 debido a la expiración de la patente. Las formas genéricas de la versión de liberación prolongada han estado disponibles en Canadá a partir de enero de 2007 y actualmente incluyen Co Venlafaxine XR (Cobalt Pharmaceuticals Inc.), Gen-Venlafaxine XR (Genpharm), Riva-Venlafaxine XR (Laboratoire Riva Inc.), Novo Venlafaxine XR (Novopharm Limited), PMS-Venlafaxine XR (Pharmascience Inc.), Ratio-Venlafaxine XR (ratiopharm), Viepax (en Israel) y Sandoz Venlafaxine XR (Sandoz Canada Inc.). Las versiones genéricas de las dos formas de medicamentos ya están disponibles en la India y Australia. Los productos genéricos en el mercado sudafricano incluyen cápsulas Venlor XR SR (Cipla MedPro) y tabletas Illovex SR (Pharmadynamics), ambos están disponibles en 150 mg y 75 mg. Las versiones genéricas también están disponibles en el Reino Unido como Vaxalin fabricado por RatioPharm GmbH. El 7 de mayo de 2010, la empresa farmacéutica canadiense Intellipharmaceutics Inc. anunció que la FDA había aceptado su solicitud para una versión genérica de venlafaxina XR utilizando sus propias tecnologías patentadas.